# Gerald Grusser
Gerald Grusser (* 5. Juli 1956) ist ein deutscher Verbandsfunktionär. Er war Hauptgeschäftsführer der Industrie- und Handelskammer Erfurt, ist Honorarkonsul von Schweden sowie Honorarprofessor an der Universität Erfurt.

## Leben
Grusser absolvierte ein Studium der Wirtschaftswissenschaften an den Universitäten Leipzig und Halle und schloss dieses als Diplom-Ökonom ab. Von 1982 bis 1990 hatte er Leitungsfunktionen in den Bereichen Produktion, Materialwirtschaft und Absatz in metallverarbeitenden Unternehmen in Leipzig und Erfurt inne, bevor er 1990 stellvertretender Hauptgeschäftsführer und Geschäftsführer des Bereiches Industrie/Außenwirtschaft der IHK Erfurt wurde sowie Geschäftsführer der Thüringer Außenwirtschaftsfördergesellschaft. 1998 erfolgte die Ernennung zum Hauptgeschäftsführer der IHK Erfurt. Zum September 2019 schied er aus Altersgründen als Hauptgeschäftsführer aus.
Grusser hat mehrere ehrenamtliche Posten inne. Er ist seit 2005 Honorarkonsul des Königreichs Schweden für Thüringen und seit Dezember 2015 Honorarprofessor der Universität Erfurt, an der er unter anderem an der Staatswissenschaftlichen Fakultät im Bereich Unternehmensgründung lehrt. Grusser war zudem Mitglied des Hochschulrates der Adam-Ries-Fachhochschule und der Dualen Hochschule Gera-Eisenach. Er ist im Landeskuratorium Mitteldeutschland des Stifterverbandes für die Deutsche Wissenschaft, im Präsidium des Kuratoriums der Stiftung Thüringer Sporthilfe aktiv und Mitglied im Vorstand des Staatswissenschaftlichen Forums e.V. sowie im Vorstand des Thüringer Wirtschaftsarchives e.V. Er tritt als Botschafter für die Stadt Erfurt auf. Außerdem ist er Mitglied des Wilhelm-Röpke-Instituts und seit 2019 im Hörfunkrat des Deutschlandradios.

## Auszeichnungen
Grusser erhielt folgende Auszeichnungen:
- 2006: Bundesverdienstkreuz am Bande des Verdienstordens der Bundesrepublik Deutschland
- 2006: Paul-Harris-Fellow-Medaille der Rotary Foundation in Zürich
- 2007: Ritter des Ordre national du Mérite der Republik Frankreich
- 2012: Ritter 1. Klasse des Königlichen Nordstern-Ordens des Königreichs Schweden
- 2013: Europäischer Verdienstorden Mérite Européen in Bronze
- 2015: Goldene Ehrennadel des Bundesverbandes mittelständische Wirtschaft
- 2016: Sebastian-Lucius-Medaille der Industrie- und Handelskammer Erfurt
- 2018: Ehrenprofessor der Nationalen Polytechnischen Universität Lwiw[6]
- 2018: Verdienstorden des Freistaats Thüringen[7]
- 2018: Europäischer Verdienstorden Mérite Européen in Silber[8]
- 2022: Kommandeur des  Königlichen Nordstern-Ordens des Königreichs Schweden